# Ōmiya-shuku

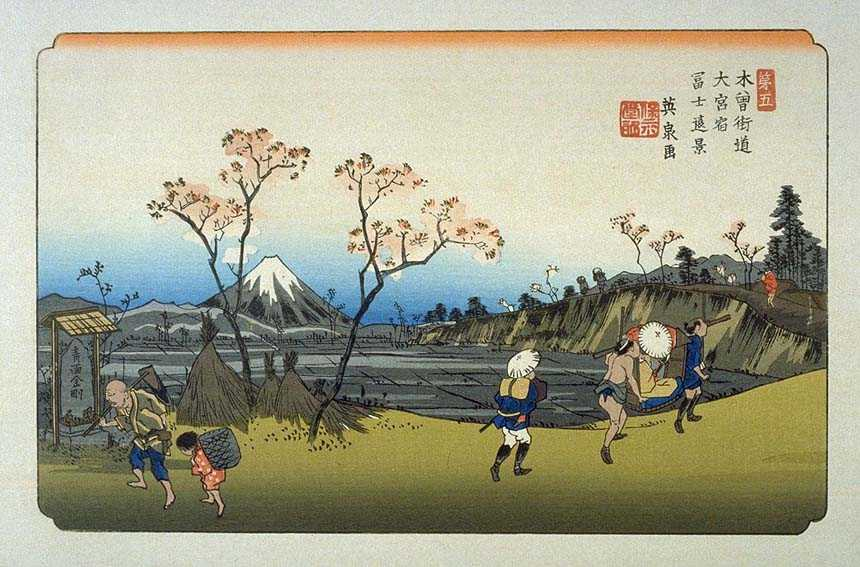
Ōmiya-shuku, estampe de Keisai Eisen de la série Les Soixante-neuf Stations du Kiso Kaidō.

Ōmiya-shuku (大宮宿, Ōmiya-shuku) était la quatrième des soixante-neuf stations du Nakasendō. Elle est située dans les arrondissements d'Ōmiya et de Kita-ku de la ville moderne de Saitama, préfecture de Saitama au Japon.

## Histoire
Plus grande que ses deux stations voisines, Urawa-shuku et Ageo-shuku, Ōmiya-shuku a connu une population supérieure à 1 500 habitants avec plus de 300 foyers durant la période Tenpō. Elle avait également le plus grand nombre de honjin secondaires le long du Nakasendō, soit neuf.

## Stations voisines
Nakasendō
Urawa-shuku – Ōmiya-shuku – Ageo-shuku